# 小行星6828
小行星6828（6828 Elbsteel）是一颗绕太阳运转的小行星，为主小行星带小行星。该小行星于1990年11月12日发现。
小行星6828以發現者鄧肯·史蒂爾的兒子艾略特·史蒂爾（Elliot Steel）命名。

## 轨道参数
小行星6828的轨道半长轴为2.6938303 UA，离心率为0.226。